# Parasyrisca kyzylart
Parasyrisca kyzylart Ovtsharenko, Platnick & Marusik, 1995 è un ragno appartenente alla famiglia Gnaphosidae.

## Etimologia
Il nome della specie deriva dalla località di rinvenimento degli esemplari: il Passo Kyzylart, al confine fra Tagikistan e Kirghizistan.

## Caratteristiche
L'olotipo femminile rinvenuto ha lunghezza totale è di 10,50mm; la lunghezza del cefalotorace è di 4,80mm; e la larghezza è di 3,60mm.

## Distribuzione
La specie è stata reperita in Kirghizistan: l'olotipo femminile è stato rinvenuto sul Passo Kyzylart, al confine fra Tagikistan e Kirghizistan, nella catena montuosa dei Zaalaiskii, dalla parte kirghiza, appartenente alla regione di Oš.

## Tassonomia
Al 2015 non sono note sottospecie e dal 1995 non sono stati esaminati nuovi esemplari.